# Surowizna
Surowizna (niem. Wildbruch) – bagno położone w zachodniej części Pobrzeża Szczecińskiego w obrębie Wzgórz Bukowych (województwo zachodniopomorskie, powiat gryfiński, gmina Stare Czarnowo).
Surowizna jest bagnem w środkowej części Puszczy Bukowej, stanowi zachodnią część Wielkiego Moczaru. Wypływa stąd Suchy Potok. Nazwa wywodzi się od staropolskiego „surowy”, co znaczyło dawniej: „wilgotny, cieknący”.